# تور دو بويتو-شارنتيس 2015
تور دو بويتو-شارنتيس 2015 (بالفرنسية: Tour du Poitou-Charentes 2015)‏  هو سباق دراجات هوائية، وهو الموسم رقم 29 من نفس السباق، وأقيم خلال الفترة 25 أغسطس 2015، وحتى 28 أغسطس 2015، وهو أحد سباقات طواف أوروبا للدراجات 2015، وقد شارك في السباق 138 متسابقاً ووصل إلى نهايته 114 متسابقاً.
فاز فيه بالمركز الأول طوني مارتين، وبالمركز الثاني أدريانو مالوري، وبالمركز الثالث جوناثان كاستروفيجو، والفريق الفائز في ترتيب الفرق موفيستار 2015.

## الفرق
| فرق عالمية (6)- AG2R La Mondiale - FDJ - Etixx-Quick Step - Movistar Team - Sky - Lotto NL-Jumbo فرق قارية محترفة (7)- Europcar - Cofidis, Solutions Crédits - Bretagne-Séché Environnement - Wanty-Groupe Gobert - MTN-Qhubeka - ساوث إيست 2015 ‏ - Cult Energy Pro Cycling ‏ فرق قارية (5)- إتش بي بي تي بي – أوبير 93 ‏ - Van Rysel–Roubaix ‏ - ديلكو ‏ - أرمي دي تير 2015 ‏ - بنجوال باوليز ساوكس دبليو بي ‏ |  |
| |  |

## الفائزون
| الترتيب    | الفائز             |
| ---------- | ------------------ |
| الفائز     | طوني مارتين        |
| الثاني     | أدريانو مالوري     |
| الثالث     | جوناثان كاستروفيجو |
| حسب النقاط | ماتيو ترينتين      |
| تسلق الجبل | Rudy Kowalski ‏     |
| أفضل شاب   | Petr Vakoč ‏        |
| الفريق     | موفيستار           |

## وصلات خارجية
- الموقع الرسمي